# David Leveaux
David Leveaux (Leicester, 13 dicembre 1957) è un regista e direttore artistico britannico.

## Biografia
Dopo la laurea in letteratura inglese all'Università di Manchester, cominciò a lavorare come assistente del regista Peter Gill al Riverside Studios. Qui diresse un acclamato allestimento di Una luna per i bastardi di Eugene O'Neill con Frances de la Tour e Ian Bannen, che nel 1984 fu riproposto anche nel West End di Londra e a Broadway. Successivamente diresse Teresa Raquin a Chichester, Anna Christie a Londra e Broadway, Romeo e Giulietta per la Royal Shakespeare Company e diverse opere di Harold Pinter all'Almeida Theatre, tra cui Tradimenti e Terra di nessuno.
Nella seconda metà degli anni novanta fu il direttore artistico del Theatre Project di Tokyo, per cui diresse classici del teatro occidentale come Elettra ed Hedda Gabler. Successivamente fu regista associato della Donmar Warehouse sotto la direzione artistica di Sam Mendes, dirigendo, tra gli altri, un revival del musical Nine (1996) poi riproposto a Broadway con Antonio Banderas nel 2003, facendo ottenere a Leveaux una candidatura al Tony Award alla miglior regia di un musical. Nel 1997 diresse Zoe Wanamaker in Elettra a Londra , a cui seguì un apprezzato revival di The Real Thing, per cui Leveaux ottenne una candidatura al premio Laurence Olivier nel 2000.
Successivamente ha continuato a dirigere opere di prosa e musical a Londra e Broadway, tra cui Acrobati (2003), Cyrano de Bergerac con Kevin Kline (2007), Arcadia (2009), Romeo e Giulietta con Orlando Bloom (2012) e Closer (2015). Nel 2016 fece il suo esordio alla regia cinematografica con il film L'amore oltre la guerra.

## Teatro (parziale)
- Una luna per i bastardi di Eugene O'Neill, con Frances de la Tour. Cort Theatre di Broadway (1984)
- Les Liaisons Dangereuses di Christopher Hampton. Ambassadors Theatre di Londra (1987)
- Il padre di August Strindberg, con Alun Armstrong. National Theatre di Londra (1988)
- Anna Christie di Eugene O'Neill, con Liam Neeson e Natasha Richardson. Donmar Warehouse di Londra (1992), Criterion Center Stage Right di Broadway (1993)
- Nine, libretto di Arthur Kopit, colonna sonora di Maury Yeston. Donmar Warehouse di Londra (1996), Eugene O'Neill Theatre di Broadway (2003)
- The Real Thing di Tom Stoppard. Ethel Barrymore Theatre di Broadway (2000)
- Tradimenti di Harold Pinter, con Bill Nighy. Almeida Theatre di Londra (1991)
- Peccato che sia una sgualdrina di John Ford. Swan Theatre di Stratford-upon-Avon (1991)
- Romeo e Giulietta di William Shakespeare. Royal Shakespeare Theatre di Stratford-upon-Avon (1991), Barbican Centre di Londra (1992)
- Terra di nessuno di Harold Pinter. Almeida Theatre di Londra (1992)
- Elettra di Sofocle. Donmar Warehouse di Londra (1997), Ethel Barrymore Theatre di Broadway (1998)
- Tradimenti di Harold Pinter, con Juliette Binoche e Liev Schreiber. American Airlines Theatre di Broadway (2000)
- The Real Thing di Tom Stoppard. Noël Coward Theatre di Londra, Ethel Barrymore Theatre di Broadway (2000)
- Fiddler on the Roof, libretto di Joe Masteroff e Sheldon Harnick, colonna sonora di Jerry Bock. Minskoff Theatre di Broadway (2004)
- Acrobati di Tom Stoppard. National Theatre di Londra (2003), Brooks Atkinson Theatre di Broadway (2004)
- Lo zoo di vetro di Tennessee Williams, con Jessica Lange e Sarah Paulson. Ethel Barrymore Theatre di Broadway (2005)
- Cyrano de Bergerac di Edmond Rostand, con Kevin Kline. Richard Rodgers Theatre di Broadway (2007)
- Arcadia di Tom Stoppard. Duke of York's Theatre di Londra, Ethel Barrymore Theatre di Broadway (2011)
- Romeo e Giulietta di William Shakespeare, con Orlando Bloom. Richard Rodgers Theatre di Broadway (2013)
- Closer di Patrick Marber, di Oliver Chris, Nancy Carroll e Rufus Sewell. Donmar Warehouse di Londra (2015)
- Rosencrantz e Guildenstern sono morti di Tom Stoppard, con Daniel Radcliffe. Old Vic di Londra (2017)

## Filmografia

### Cinema
- L'amore oltre la guerra (The Exception) (2016)

### Televisione
- Jesus Christ Superstar Live in Concert – film TV (2018)

## Riconoscimenti
- Tony Award
  - 1984 – Candidatura alla miglior regia di un'opera teatrale per Una luna per i bastardi
  - 1993 – Candidatura alla miglior regia di un'opera teatrale per Anna Christie
  - 2000 – Candidatura alla miglior regia di un'opera teatrale per The Real Thing
  - 2003 – Candidatura alla miglior regia di un musical per Nine
  - 2004 – Candidatura alla miglior regia di un'opera teatrale per Acrobati